# Telephanus bimaculatus
Telephanus bimaculatus là một loài bọ cánh cứng trong họ Silvanidae. Loài này được Schaufuss miêu tả khoa học năm 1876.